# Cayratia saponaria
Cayratia saponaria là một loài thực vật hai lá mầm trong họ Nho. Loài này được (Benth.) Domin miêu tả khoa học đầu tiên năm 1912.